# سادگورو
جاگی واسودو (انگلیسی: Jaggi Vasudev؛ زادهٔ ۳ سپتامبر ۱۹۵۷) یک یوگی و عارف اهل هند است. او عموماً با نام سَدگورو یا سادگورو شناخته می‌شود. او لیسانس انگلیسی خود را از دانشگاه میسور دریافت کرد. او از سال ۱۹۸۲ مشغول تدریس یوگا در جنوب هند بوده‌است. او در سال ۱۹۹۲ بنیاد ایشا را که بنیادی غیرانتفاعی در جهت آموزش یوگا و و در فعالیتهای مختلف معنوی، آموزش و محیط زیست در سرتاسر جهان است تأسیس نمود.
واسودف نویسنده چندین کتاب از جمله (Inner Engineering: A Yogi Guide to Joy (2016 است. وی به عنوان سخنران عمومی در اجلاس صلح هزاره جهانی ملل متحد، مجلس اعیان پارلمان بریتانیا، انستیتوی فناوری ماساچوست و انستیتوی بین‌المللی توسعه مدیریت سخنرانی کرده‌است. وی همچنین در مجمع اقتصادی جهانی سالانه در سال‌های ۲۰۰۷، ۲۰۱۷ و ۲۰۲۰ صحبت کرده‌است.
در سال ۲۰۱۷، دولت هند به دلیل خدمات او در خدمات اجتماعی، پادما ویبوسان، دومین جایزه عالی کشوری هند را دریافت کرد.

## زندگی
سادگورو در در ۳ سپتامبر ۱۹۵۷، میسور واقع در کارناتاکای کشور هند و در یک خانواده تلوگو زبان به دنیا آمد. او جوان‌ترین فرزند خانواده چهار فرزندی بود که شامل دو دختر و دو پسر بود. مادر او خانه‌دار و پدرش یک چشم‌پزشک بود و در راه‌آهن هند مشغول به کار بود و در نتیجه خانواده به‌طور مرتب در حال جابجایی بودند.
واسودف پس از تحصیل در مدرسه Demonstration، کالج پیش دانشگاهی میسور و ماهاجانا، علی‌رغم شرکت نکردن در بسیاری از کلاسها و بی‌احترامی به آموزش، از دانشگاه میسور با مدرک لیسانس انگلیسی فارغ‌التحصیل شد. بر خلاف خواسته والدینش، از ادامه دوره تحصیلات تکمیلی فوق لیسانس امتناع ورزید و در عوض به تجارت پرداخت.

### معنویت
در سیزده سالگی، او از مالادیاهالی راگاوندرا درسهای یوگا می‌گرفت و در تمام دوران جوانی خود روزانه، هرچند بدون هدفهای معنوی، آسانا و پرانایاما تمرین می‌کرد.
در سن ۲۵ سالگی، در ۲۳ سپتامبر ۱۹۸۲، او از تپه چاموندی بالا رفت و بر روی صخره ای نشست، جایی که یک «تجربه معنوی» داشت. شش هفته بعد، او تجارت خود را به دوست خود سپرد و در تلاش برای بینش تجربه عرفانی خود، سفرهای زیادی را انجام داد. پس از حدود یک سال مراقبه و مسافرت، او تصمیم گرفت تا یوگا را آموزش دهد تا تجربه درونی خود را به اشتراک بگذارد.
در سال ۱۹۸۳، او اولین کلاس یوگا خود را با هفت شرکت کننده در میسور تدریس کرد. با گذشت زمان، او شروع به برگزاری کلاس‌های یوگا در سراسر کارناتاکا و حیدرآباد کرد که با موتور سیکلت خود سفر می‌کرد.

## خانواده

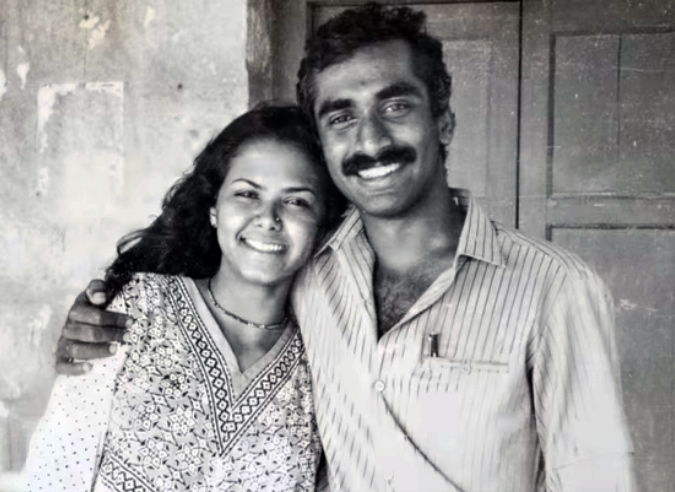
سادگورو و همسرش

او با ویجایا کوماری ازدواج کرد که با نام مستعار ویجی شناخته می‌شود. این دومین ازدواج کوماری بود. او قبل از ازدواج با واسودف در یک بانک کار می‌کرد، شغلی که تا اوایل سال ۱۹۹۶ حفظ کرد. این زوج صاحب یک فرزند دختر به نام Radhe شدند. کوماری در ۲۳ دسامبر ۱۹۹۷ درگذشت. در آن زمان پدرش ادعا کرد واسودف او را به قتل رسانده‌است. واسودف ادعا کرد که به ماهاسامادی رسیده‌است و ادعا کرد که او نه ماه قبل از مرگ در مورد آن به او گفته‌است. گزارش‌های اولیه اطلاعاتی علیه واسودو بود اما در نهایت پلیس به دلیل کمبود شواهد تحقیقات را متوقف کرد.
دختر واسودو، راده جگی، متولد ۱۹۹۰، یک رقاص آموزش دیده بهاراتاناتیام است. او در سال ۲۰۱۴ با خواننده کلاسیک مستقر در چنای، Sandeep Narayan ازدواج کرد.

## آثار
همچنین سادگورو یک نویسنده است که کتاب‌های زیادی را برای تبلیغ یوگا، عرفان، رفاه، آرامش درونی و موارد دیگر نوشته‌است.
مهمترین اثرات او
1. Mystic’s Muslings
2. سه حقیقت بهزیستی
3. مهندسی درونی

اشاره کرد.

## انتقادات
منتقدان ادعا می‌کنند که واسودف از ایدئولوژی ناسیونالیسم هندوی حزب بهاراتیا جاناتا (هندوتوا) استفاده کرده‌است و وی در حضور در رسانه‌های خود موضع «ملی گرایانه غیرقابل تحمل» دارد. او طرفدار ممنوعیت کامل ذبح گاو است و دوران حکومت مسلمانان در هند را «اشغال ظالمانه» توصیف می‌کند که بسیار بدتر از راج انگلیس بود. واسودو همچنین ضمن محکوم کردن اعتراضات Thoothukudi به عنوان خطری برای صنعت، از حمله هوایی Balakot 2019، معرفی GST (مالیات جامع کالاها و خدمات) و قانون شهروندی (اصلاحیه) در سال ۲۰۱۹ صحبت کرده‌است.
واسودو لیبرال‌های چپ را به کمک و پشتیبانی از ستیزه‌جویی در کشمیر متهم می‌کند و پیشنهاد کرده‌است که باید کانهایا کومار و عمر خالد، که به دلیل مشارکت در جنگ فتنه JNU مشارکت دارند، در پشت میله‌های زندان قرار بگیرند. درک وی از سیاست و تاریخ بارها زیر سؤال رفته‌است. او همچنین به ترویج خرافات و معرفی نادرست علم متهم شده‌است. او بدون پشتوانه علمی ادعا می‌کند، که غذایی که در هنگام گرفتگی ماه (خسوف) پخته شده و مصرف می‌شود، اضطراب و ترس ناگهانی بدن انسان را تخلیه می‌کند.
نظرات وی در مورد بوزون هیگز و مزایای ادعایی ویبوهتی به عنوان اثبات نشده توسط علم رد شده‌است. علاوه بر این، وی نظریه‌های مربوط به حافظه آب را مطرح می‌کند که توسط علم پشتیبانی نمی‌شود. علاوه بر این، واسودو به رواج تاریخ تجدیدنظر طلبانه هندوتوا در مورد گذشته طلایی هندو متهم شده‌است.
مککوو